# Творишичи
Твори́шичи (Творищичи, в старину Творищи) — село в Жирятинском районе Брянской области, в составе Жирятинского сельского поселения. 
 Расположено на правом берегу Судости, в 2 км к востоку от села Жирятино. Население — 2 человека (2010).

## История

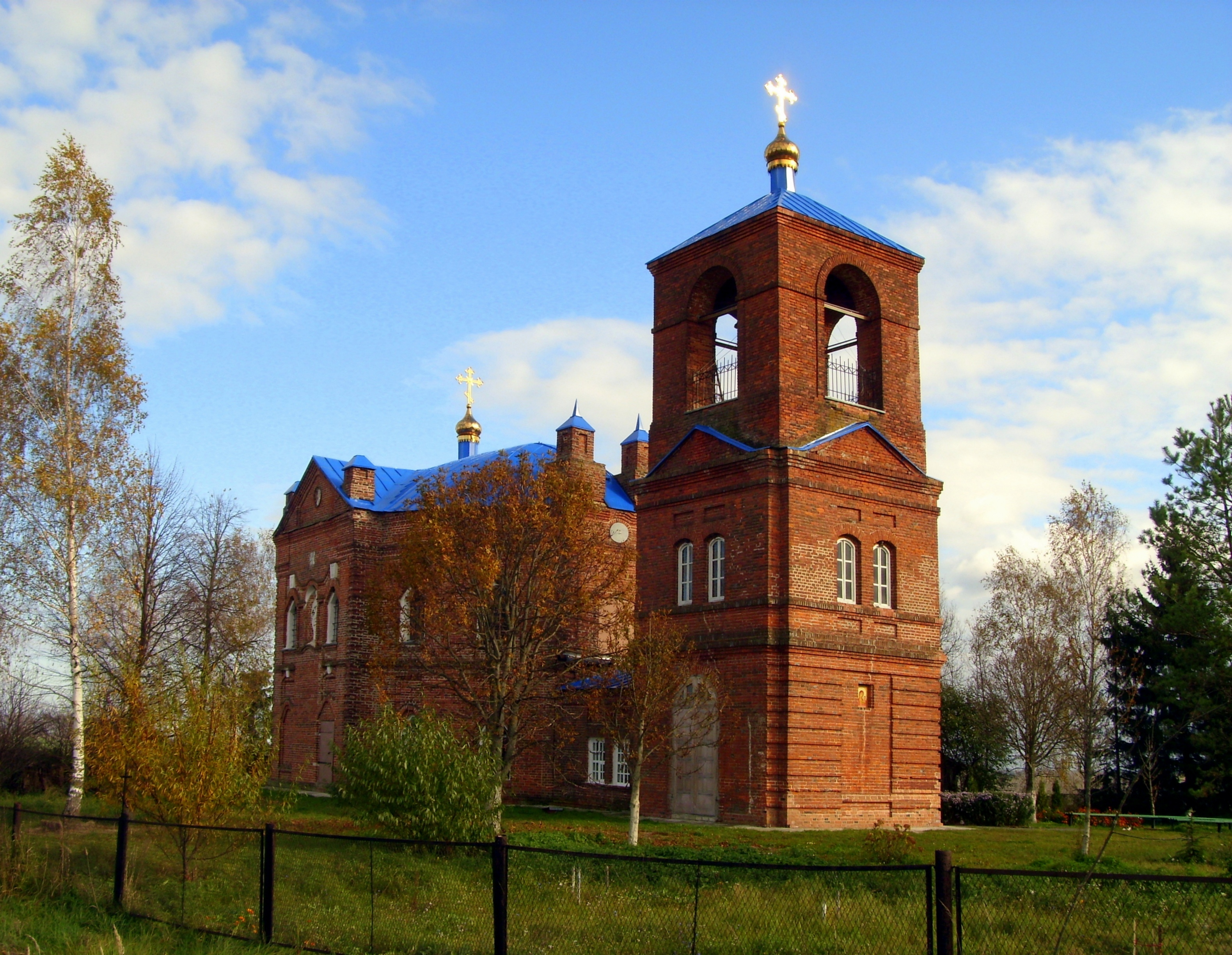
Спасо-Преображенский храм

Упоминается с XVII века как владение Борятинских; затем (до конца XVIII века) — Тютчевых, Безобразовых, с середины XIX века — Н. М. Васильчикова.
Приход храма Святого Георгия известен с середины XVII века; нынешний каменный храм Преображения Господня построен на средства В. Н. Безобразовой в 1818 году:227-229.
Первоначально входило в состав Подгородного стана Брянского уезда; с последней четверти XVIII века до 1924 года в Трубчевском уезде (с 1861 — в составе Красносельской волости, с 1910 в Малфинской волости; в 1918—1919 — во временно образованной Никольской волости).
В 1924—1929 в Жирятинской волости Бежицкого уезда; с 1929 в Жирятинском районе, а в период его временного расформирования (1932—1939, 1957—1985) — в Брянском районе. До 2005 года входило в Жирятинский сельсовет.